# کانیتا
کانیتا (انگلیسی: Kanita؛ زادهٔ ۲۶ ژوئیهٔ ۲۰۰۱) خواننده اهل مقدونیه شمالی است. وی از سال ۲۰۱۳ میلادی تاکنون مشغول فعالیت بوده‌است.